# 馬斯奧·迪·奧利華拉·巴路士
馬斯奧·迪·奧利華拉·巴路士（葡萄牙語：Márcio de Oliveira Barros，1981年2月7日），巴西职业足球运动员，现效力索洛卡巴。
他於2008年加盟江蘇舜天，並幫助球隊晉身前列位置.但最後也被球隊放棄，在賽季結束後返回巴西。
2010年2月24日到，中甲球會安徽九方證實與馬斯奧簽署了一項合同。

## 外部連結
- Márcio's profile at zerozerofootball[永久]
- Márcio's profile at transfermarkt